# Микара, Клементе
Клементе Микара (итал. Clemente Micara; 24 декабря 1879, Фраскати, королевство Италия — 11 марта 1965, Рим, Италия) — итальянский куриальный кардинал и ватиканский дипломат. Титулярный архиепископ Апамеи Сирийской с 7 мая 1920 по 18 февраля 1946. Апостольский нунций в Чехословакии с 17 мая 1920 по 30 мая 1923. Апостольский нунций в Бельгии и апостольский интернунций в Люксембурге с 30 мая 1923 по 18 февраля 1946. Префект Священной Конгрегации по делам монашествующих с 11 ноября 1950 по 17 января 1953. Про-префект Священной Конгрегации обрядов с 11 ноября 1950 по 26 января 1953. Вице-декан Священной Коллегии Кардиналов с 13 января 1951 по 11 марта 1965. Генеральный викарий Рима с 26 января 1951 по 11 марта 1965. Камерленго Священной Коллегии Кардиналов с 28 марта 1960 по 16 января 1961. Кардинал-священник с 18 февраля 1946, с титулом церкви Санта-Мария-сопра-Минерва с 22 февраля 1946. Кардинал-епископ Веллетри с 13 июня 1946.